# Cheumatopsyche alfierii
Cheumatopsyche alfierii là một loài Trichoptera trong họ Hydropsychidae. Chúng phân bố ở miền Cổ bắc.